# Akaiwa Yama
Der Akaiwa Yama (japanisch 赤岩山 ‚Rotfelsenberg‘ (frei übersetzt), norwegisch Akaiwaberget) ist ein 1689 m hoher Berg im ostantarktischen Königin-Maud-Land. Er ragt am östlichen Ende der Berrheia im Gebirge Sør Rondane auf.
Japanische Wissenschaftler nahmen 1983 Vermessungen vor und benannten ihn. Luftaufnahmen vom Berg entstanden durch sie in den Jahren zwischen 1981 und 1982 sowie 1987.